# 下句丽侯
西漢元延元年（前12年），高句骊叛乱后，王莽进行镇压，杀死高句麗首领騶。并将高句麗改名为下句丽，高句丽王被贬为下句丽侯，高句丽县也改为下句丽县，但适得其反。 据《三国史记》记载公元14年，琉璃明王西伐居住在今太子河流域的梁貊，进而袭取了新朝玄菟郡的高句丽县。
西元28年，東漢遼東郡太守發兵討伐高句麗。大武神王高無恤堅壁清野，退入国内城。
被后世朝鲜半岛政权所宣称的琉璃明王孺留和大武神王无恤，其在位封号为下句丽侯，其国名也为下句丽。
建武八年，高句骊遣使朝贡，汉光武帝复令下句丽复名高句丽，并复高句骊国王号。
景初二年，曹魏太尉司马懿灭公孙渊，设高句丽、高显、辽阳、望平四县于玄菟郡。